# NHK野村ラジオ中継放送所
NHK野村ラジオ中継放送所（エヌエイチケイのむらラジオちゅうけいほうそうしょ）は、愛媛県西予市の旧東宇和郡野村町域に置かれているNHK松山放送局ラジオ第1放送の中継局である。

## 概要
- 当ラジオ中継局がある旧野村町では、これまで八幡浜中継局などを受信していたが、受信状態があまり良くないため、受信環境改善のため、2000年3月に開局した。
- なお、ラジオ第2放送については、八幡浜中継局や熊本放送局熊本放送所などの大電力局を、RNB南海放送ラジオについては、八幡浜中継局などを受信している。

## 送信施設概要
| 放送局名   | 周波数  | 空中線電力 | 放送対象地域 | 放送区域内世帯数 | 空中線形式   | 地上高 | 開局年月日 |
| ---------- | ------- | ---------- | ------------ | ---------------- | ------------ | ------ | ---------- |
| NHK松山第1 | 1323kHz | 100W       | 愛媛県       | 約5600世帯       | 円管鉄柱笠形 | 36m    | 2000年3月  |

## 所在住所
- 西予市野村町阿下6-100-1（野村高校北）